# 坂本恭一
坂本 恭一（さかもと きょういち、1936年（昭和11年）8月22日 - ）は、日本の政治家・弁護士。熊本県出身。中央大学法学部卒業。元衆議院議員（2期）。現在は、坂本恭一法律事務所長。

## 経歴
熊本県に生まれる。1960年（昭和35年）中央大学法学部を卒業する。在学中は真法会に所属していた。1961年（昭和36年）司法試験合格。司法修習生を経て、1964年（昭和39年）弁護士登録。主に人権派弁護士として活動する。
1972年（昭和47年）12月10日、第33回衆議院議員総選挙に、熊本県第1区より日本社会党公認候補として立候補し、初当選する（以降2期）。1973年（昭和48年）には日ソ親善協会青年代表団団長としてソビエト連邦を訪問した。また、衆議院運輸委員会委員や法務委員会委員、ロッキード事件調査特別委員会特別委員なども務めた。
日本社会党内では地方公益企業対策委員会副委員長や成田空港問題特別委員会副委員長を歴任した。
1979年（昭和54年）10月7日、第35回衆議院議員総選挙に立候補したものの、落選し、そのまま政界を引退した。
その後は、熊本市内で開業し、再び弁護士活動を続けており、熊本県弁護士会副会長などのほか、1980年（昭和55年）から2年間、熊本大学法学部非常勤講師や、2004年（平成16年）より2年間、熊本大学大学院法曹養成研究科法曹養成専攻非常勤講師も務めた。

## 役職歴
- 衆議院運輸委員会委員
- 衆議院法務委員会委員
- ロッキード事件調査特別委員会特別委員